# Kira Maria Asenina di Bulgaria
Kira Maria Asenina (in bulgaro Кира-Мария Асенина?; fl. XIII secolo) è stata una principessa bulgara e imperatrice consorte (zarina), seconda moglie di Giorgio I di Bulgaria.
Era la figlia dello zar Mico Asen di Bulgaria e di sua moglie Maria. Le date e i luoghi della sua nascita e della sua morte sono sconosciuti.

## Biografia
Attraverso la madre, Kira Maria era nipote di Ivan Asen II di Bulgaria e di Irene Comnena d'Epiro. Era anche la sorella dello zar Ivan Asen III, che si impadronì del trono bulgaro nel 1280 con il sostegno dei Bizantini.
Sposò il nobile cumano-bulgaro Giorgio Terter in un matrimonio combinato dal fratello per rafforzare la sua posizione. Giorgio divorziò dalla prima moglie, Maria, e inviò lei e il figlio, Teodoro Svetoslav, come ostaggi all'Impero bizantino. Per questo motivo fu nominato despotēs, il più alto grado nella gerarchia della corte bizantino-bulgara, e a Kira Maria fu concesso il titolo di despoina.
Ivan Asen III non riuscì ad affermarsi in tutto il Paese e nel 1280 fuggì segretamente da Tarnovo per rifugiarsi nell'Impero bizantino. Giorgio Terter si impadronì del trono e Kira Maria fu proclamata nuova zarina.
Tuttavia, era molto impopolare a Tarnovo, a causa del fratello deposto. Anche il suo matrimonio si rivelò controverso, poiché Maria Terter era ancora viva a Costantinopoli. Secondo la Chiesa ortodossa bulgara, il primo matrimonio di Giorgio era ancora valido e Kira Maria era la sua moglie non canonica. Il patriarca Gioacchino III di Bulgaria minacciò di scomunicare la coppia e insistette che non avrebbe ceduto finché Giorgio I Terter non avesse allontanato Kira Maria. Lo zar riaprì le trattative con l'Impero Bizantino e cercò di ottenere la restituzione di Maria, ottenendo un trattato in cui Maria e Kira Maria si scambiavano il posto di imperatrice e di ostaggio.

## Discendenza
Secondo Giorgio Pachimere, Ana Terter, moglie del re serbo Stefano Uroš II Milutin, era figlia di Kira Maria e Giorgio Terter.

## Ascendenza
|                                |                           |                           | Genitori          |  |  | Nonni |  |  | Bisnonni |  |
|                                |                           |                           |                   |  |  | …     |  |  | …        |  |
|                                |                           |                           |                   |  |  | …     |  |  | …        |  |
|                                |                           | …                         |                   |  |  | …     |  |  |          |  |
| Mico Asen di Bulgaria          |                           |                           |                   |  |  | …     |  |  |          |  |
|                                |                           | …                         | …                 |  |  |       |  |  |          |  |
|                                |                           | …                         | …                 |  |  |       |  |  |          |  |
|                                |                           | …                         | …                 |  |  |       |  |  |          |  |
| Kira Maria Asenina di Bulgaria |                           | …                         |                   |  |  |       |  |  |          |  |
|                                | Maria Asenina di Bulgaria | Ivan Asen I               |                   |  |  |       |  |  |          |  |
|                                | Maria Asenina di Bulgaria | Ivan Asen I               |                   |  |  |       |  |  |          |  |
|                                | Maria Asenina di Bulgaria | Elena-Eugenia di Bulgaria |                   |  |  |       |  |  |          |  |
| Maria Asenina di Bulgaria      | Maria Asenina di Bulgaria |                           |                   |  |  |       |  |  |          |  |
|                                |                           | Irene Comneno Ducas       | Teodoro I d'Epiro |  |  |       |  |  |          |  |
|                                |                           | Irene Comneno Ducas       | Teodoro I d'Epiro |  |  |       |  |  |          |  |
|                                |                           | Irene Comneno Ducas       | Maria Petralife   |  |  |       |  |  |          |  |
|                                |                           | Irene Comneno Ducas       |                   |  |  |       |  |  |          |  |